# 宇津內臨時乘降場
宇津內臨時乘降場（日语：／ Utsunai Kari-jōkō-ba */?）是位於北海道雨龍郡幌加内村，日本國有鐵道（國鐵）的深名線臨時乘降場（廢站）。由於使用人次減少，於1956年（昭和31年）11月19日後廢站。

## 歷史
建設此臨時乘降場是為了建設雨龍第一水壩的朱鞠內湖和雨龍第二水壩的宇津內湖之間的輸水隧道，以及搬運林木而設。臨時乘降內設有6名職員當值。在工程後同時林木遷出後，由於沒有貨物和客運需求，因而廢站。
- 1941年（昭和16年）10月10日 - 鐵道省深名線朱鞠內站至初茶志內站（後來名為天鹽彌生站）之間開通（深名線全線開通），宇津內站啟用[2]。當時為一般車站[2]。
- 1949年（昭和24年）
  - 4月1日 - 宇津內站廢除[2]。同時設置宇津內臨時乘降場（設定局（日语：鉄道管理局）設定）[2]。
  - 6月1日 - 日本國有鐵道成立，成為日本國有鐵道車站。
- 1956年（昭和31年）11月19日以後[2][注 1] - 由於使用人次減少而廢除。車站大樓拆毀而遷移至留萌本線北一已站。

## 車站構造
車站大樓的規模與蕗之台、白樺、北母子里差不多，均為木製建築物。

## 站名的由來
車站名稱取自所在地名稱。附近設有宇津內川，宇津內這名稱源自阿伊努語的「ウッナイ（ut-nay）」（肋骨、川＝小川）。

## 車站周邊
- 雨龍川[5]
- 宇津內川[5]
- 朱鞠內湖（日语：朱鞠内湖）[5]
- 宇津內湖[5]

## 其他
- 在臨時乘降場時代，每日設有數班列車停靠。在昭和27年9月1日時間表修正中，上行設有3班，下行設有3班列車停靠。當中，上行其中兩班的出發時間為9:55和14:20，下行其中兩班的出發時間為5:50和15:15[6]。
- 在朱鞠內至蕗之台之間中途設有分支路線，連接王子製紙（苫小牧製紙）專用線，全長0.2公里。在1951年（昭和26年）版和1953年（昭和28年）版的全國專用線一覽中有所記載。在1957年（昭和32年）版沒有記載。

## 相鄰車站
日本國有鐵道
深名線
湖畔－宇津內－蕗之台

## 注腳

## 外部連結
- 1947年航空相片（日語）（國土地理院 地圖、航空相片參閲服務）左邊是宇津內湖。在2棟長屋中可看見車站大樓。